# Krokomsbostäder
Krokomsbostäder AB är ett av Krokoms kommun helägt fastighetsbolag. Bolaget bildades 1992 och har idag ca 1230 lägenheter runt om i kommunen samt ett antal affärslokaler. Bolaget förvaltar också kommunens lokaler så som skolor, förskolor och äldreboenden.
Bolagets verkställande direktör är Kenneth Karlsson. 
Nyproduktion som är planerad av företaget är Kvarteret Freja i Ås och Sjövillan i Byskogen. 